# DEEP (歌手組合)
DEEP是來自日本的四人男子歌唱團體，前身為COLOR。唱片發行公司為Sony Music Associated Records。團體所屬事務所為LDH。
初代COLOR(2004年~2006年)由EXILE的主唱ATSUSHI領隊主唱及製作。2006年10月24日，新生COLOR正式宣佈結成。COLOR於2007年7月變更團隊名字為DEEP。

## 簡歷

### 2004~2006
2004年下半年開始，EXILE成員各自實行短期的單飛活動。主唱ATSUSHI一直都希望組成以黑人音樂為主軸的合唱團體，給歌迷傳達比音樂更高的訊息——於是以ATSUSHI為中心、連同於同一音樂專門學校就讀的KIKURI、YORK、以及TAKA，四人組成了一個歌唱團體。
2004年2月25日，久保田利伸TRIBUTE ALBUM「SOUL TREE〜a musical tribute to toshinobu kubota〜」發行，並收錄了「Cymbals (ATSUSHI from EXILE)」。這是初代COLOR四位成員同時初次出現於發行音樂裡的歌曲，只是名義上還沒有出現「COLOR」的隊名。
2004年9月29日，EXILES發行「HEART of GOLD〜STREET FUTURE OPERA BEAT POPS〜」，當中包括以COLOR名義演唱的「JOY」及「Close To You」兩首歌。COLOR是屬於EXILES的其中一個團體。
2004年12月1日，COLOR的首張個人名義出道單曲「Special Love」發行。

### 2006~今
在發行了四張單曲及一張專輯之後，2006年10月21日，ATSUSHI宣佈轉居幕後當COLOR製作人，KIKURI、YORK也同時表示退出COLOR。10月24日，舊有COLOR成員TAKA領隊，再加上由總決賽参加者YUICHIRO、3次審查參賽者KEISEI以及RYO，「新生COLOR」宣佈結成，藝人通告將於同年12月正式始動。
在2007年4月25日，新生COLOR發行出道單曲「涙が落ちないように」。
2009年7月1日開始，ATSUSHI宣佈退出COLOR幕後製作，組合名字變更為DEEP。
2015年12月8日、唱片發行公司由 rhythm zone移籍至Sony Music Associated Records。

## 成員

### 現任成員

#### TAKA
本名：木村貴浩 (Kimura Takahiro)。1983年10月24日福岡縣糟屋郡出生。血液型O型、身長175cm。團長。初代COLOR至今的成員。
總決賽種子，最後落選。

#### YUICHIRO
本名：前田雄一郎 (Maeda Yuichiro)。1981年11月8日長崎縣長崎市出生。血液型A型、身長173cm。
總決賽落選者。成員RYO的親哥哥。

#### KEISEI
本名：天羽景聖 (Amou Keisei)。1986年1月24日北海道札幌市出生。血液型A型。
3次審查參賽者。

### DEEP年代（已離隊）成員

#### RYO
本名：前田亮太 (Maeda Ryota)。1986年7月11日長崎縣長崎市出生。血液型O型。
3次審查參賽者。成員YUICHIRO的親弟弟。

### 初代COLOR（已離隊）成員

#### ATSUSHI
本名：佐藤篤志 (Satou Atsushi)。1980年4月30日埼玉縣越谷市出生。血液型A型、身長175cm、体重67kg。
是初代COLOR的團長兼製作人。退團後成為「新生COLOR」的製作人（-2009年6月）。現專注參與EXILE的表演。

#### KIKURI
1983年2月6日出生。血液型O型、身長170cm、体重65kg。
2007年2月7日、第一首個人歌曲「希望」由MEGABUCKS RECORD在網上配信發行。

#### YORK
1981年3月4日出生。血液型O型、身長169cm、体重63kg。
2007年5月30日、首張個人專輯「SOLDIER」獨立發行。

## 音樂發行
※請以DEEP日本語維基頁上「ディスコグラフィー」(discography)資料為最準確。

## 正規演出節目

### 廣播
- CROSS FM（日语：CROSS FM） Midnight COLOR（2007年1月〜2008年9月29日 CROSS FM、毎週星期一(JST)24時〜25時）

### CM 廣告
- H.I.S.旅行社（日语：エイチ・アイ・エス）「スーパーサマーセール」（2008年7月、関東地方）
- 福岡ソフトバンクホークス「アサヒスーパードライスペシャル2011 (ASAHI SUPER DRY SPECIAL 2011)」（2011年2月～3月、福岡・佐賀・大分・長崎・熊本・鹿児島・宮崎・山口）

## 關聯項目
- LDH
- EXILE
- EXILES（日语：EXILES）
- Dreamers（日语：Dreamers〜EXILE VOCAL BATTLE AUDITION FINALIST〜）

## 外部連結
- DEEP OFFICIAL WEBSITE（页面存档备份，存于）
- DEEP |  DEEP SonyMusic官方網站（页面存档备份，存于）
- DEEP所屬事務所LDH中文官方網站（页面存档备份，存于）
- DEEP官方網站
- DEEP的Facebook專頁
- DEEP_YUICHIRO的X（前Twitter）
- DEEP_YUICHIRO的Instagram帳戶
- DEEP RYO的X（前Twitter）
- DEEP RYO的Instagram帳戶
- YORK官方網站

過去
- COLOR :: rhythmzone official website（页面存档备份，存于）
- DEEP avex OFFICIAL WEBSITE（页面存档备份，存于）
- DEEP TAKA 公式部落格（页面存档备份，存于）

## 註解
1. ↑  . DEEP介紹. LDH.   [2012-04-19]. （原始内容存档于2012-04-18）.
2. ↑  . LDH.   [2012-04-19]. （原始内容存档于2012-03-30）.
3. 1 2  EXILE mobile DEEP Manager Blog 2007-10-24 (DEEPマネージャーブログ)
4. 1 2  . COLOR官方網站公告. LDH. 2009-07-01  [2011-10-17]. （原始内容存档于2010-07-10）.
5. ↑  EXILE EVOLUTION (初回受注限定盤)(CD+2DVD) DISC 3 DVD #16: The Document Movie of EXILE Vocal Battle Audition 2006 ～ASIAN DREAM～
6. ↑  . 音楽ナタリー. 2015-12-08  [2015-12-08]. （原始内容存档于2015-12-08）.
7. ↑  2011年7月下旬FC限定發售。